# Schausiella
Schausiella este un gen de molii din familia Saturniidae. 

## Specii
- Schausiella arpi (Schaus, 1892)
- Schausiella carabaya (W. Rothschild, 1907)
- Schausiella denhezorum Lemaire, 1969
- Schausiella janeira (Schaus, 1892)
- Schausiella longispina (W. Rothschild, 1907)
- Schausiella moinieri Lemaire, 1969
- Schausiella polybia (Stoll, 1781)
- Schausiella santarosensis Lemaire, 1982
- Schausiella spitzi Travassos, 1958
- Schausiella subochreata (Schaus, 1904)
- Schausiella toulgoeti Lemaire, 1969